# 延庆卫
延庆卫，明朝建立的一个卫所，今北京市昌平区西北居庸关附近。
明朝为隆庆卫。明隆庆元年（1567年）因避讳，改隆庆卫置，治怀来城（即今北京市昌平区西北居庸关）。清康熙三十二年，省入永宁卫；乾隆二十六年（1761年）省入延庆州。